# Bałtyk-Karkonosze Tour 2007
Bałtyk-Karkonosze Tour 2007 (oficjalnie DHL Bałtyk-Karkonosze Tour) – 15. edycja etapowego szosowego wyścigu kolarskiego Bałtyk-Karkonosze Tour, organizowana przez Towarzystwo Kolarskie „Karkonosze Tour” z Jeleniej Góry i sponsorowana przez firmę DHL. Przeprowadzona w dniach 5–10 czerwca 2007, na trasie z Trzebiatowa do Jeleniej Góry o łącznej długości 932,9 km. Wyścig składał się z 8 etapów i prologu, a zaliczany był do kontynentalnego cyklu wyścigowego UCI Europe Tour, posiadając kategorię UCI 2.2.
Przez sześć etapów w klasyfikacji generalnej prowadził Słowak Martin Riška, jednak po czasówce z Kowar na Przełęcz Okraj żółty trykot odebrał mu jego rodak Roman Broniš z polskiej grupy DHL-Author i to on został zwycięzcą całego wyścigu. W klasyfikacji punktowej najlepiej spisał się Krzysztof Jeżowski, najlepszym góralem został Roman Klimow, a najlepszą grupą okazała się DHL-Author.

## Etapy
| Etap   | Data       | Start – Meta                  | km    | Zwycięzca etapu    | Lider                       |
| ------ | ---------- | ----------------------------- | ----- | ------------------ | --------------------------- |
| Prolog | 4 czerwca  | Trzebiatów                    | 33,6  | Marcin Gębka       | niewliczany do klasyfikacji |
| 1.     | 5 czerwca  | Trzebiatów – Pyrzyce          | 176,4 | Martin Riška       | Martin Riška                |
| 2.     | 6 czerwca  | Strzelce Krajeńskie – Siedlec | 213,8 | Piotr Zaradny      | Martin Riška                |
| 3.     | 7 czerwca  | Wolsztyn – Żary               | 133,7 | Krzysztof Jeżowski | Martin Riška                |
| 4.     | 8 czerwca  | Żary – Bogatynia              | 149,8 | Marek Wesoły       | Martin Riška                |
| 5.     | 8 czerwca  | Zgorzelec – Zgorzelec         | 62,4  | Piotr Zaradny      | Martin Riška                |
| 6.     | 9 czerwca  | Kowary – Przełęcz Okraj (ITT) | 11,6  | Radosław Romanik   | Roman Broniš                |
| 7.     | 9 czerwca  | Bolków – Bolków               | 100,5 | Marcin Sapa        | Roman Broniš                |
| 8.     | 10 czerwca | Lwówek Śląski – Jelenia Góra  | 141,3 | Martin Riška       | Roman Broniš                |

## Lista startowa

### DHL-Author
```
1 
Kazimierz Stafiej

2 
Radosław Romanik

3 
Krzysztof Ciesielski

4 
Daniel Czajkowski

5 
Marcin Sapa

6 
Mateusz Komar

7 
Piotr Zaradny

8 
Roman Broniš

Dyrektor sportowy: 
Zbigniew Szczepkowski
```

### MapaMap Bantprofi
```
9 
Sebastian Martyniak

10 
Rafał Janik

11 
Bartosz Wujczak

12 
Szymon Szafraniak

13 
Tomasz Kuraś

14 
Krzysztof Łacznik

15 
Dariusz Wojciechowski

Dyrektor sportowy: 
Robert Janik
```

### Dynatek
```
17 
Piotr Barczyk

18 
Artur Detko

19 
Marcin Gębka

20 
Krzysztof Krzywy

21 
Wojciech Pawlak

22 
Dawid Krupa

23 
Wojciech Podobiński

24 
Tomasz Krupiński

Dyrektor sportowy: 
Andrzej Domin
```

### CCC Polsat Polkowice
```
25 
Krzysztof Jeżowski

26 
Tomasz Kiendyś

27 
Mateusz Mróz

28 
Grzegorz Żołędziowski

29 
Paweł Szaniawski

30 
Jarosław Rębiewski

31 
Marek Wesoły

32 
Tomasz Lisowicz

Dyrektor sportowy: 
Marek Leśniewski
```

### Team Premier
```
33 
Roman Klimow

34 
Denis Galimzianow

35 
Anton Afonin

36 
Aleksandr Sieriebriakow

37 
Timofiej Kritski

38 
Siergiej Smirnow

39 
Danił Komkow

40 
Aleksiej Kunszin

Dyrektor sportowy: 
Giennadij Jeroszkin
```

### Kalev Chocolate Team
```
41 
Marko Ainsalu

43 
Janar Jermakov

44 
Silvar Kibur

45 
Andri Lebedev

46 
Tommi Martinkainen

49 
Adam Homolka

Dyrektor sportowy: 
Innar Mandoja
```

### Team Swiag - Teka
```
50 
Rok Jerse

51 
Uroš Šilar

52 
Petr Herman

53 
Martin Riška

54 
Andrew Bardley

55 
Hermann Katzensteiner

56 
Ralph Scherzer

Dyrektor sportowy: 
Roland Wafler
```

### NCH Team Cube
```
57 
Jan Faltynek

58 
Jiří Faltys

59 
Jiří Šíbl

60 
Michal Trunec

61 
Jan Šimek

62 
Přemysl Totzauer

63 
Radek Krummer

Dyrektor sportowy: 
Zdeněk Vosyka
```

### Notebooksbilliger.de
```
66 
Stefan Muller

67 
Marco Kiritschenko

68 
Christoph Klipp

69 
Henrik Wolter

70 
Fabian Pohl

71 
Patrick Keller

Dyrektor sportowy: 
Robert Szepurek
```

### Reprezentacja narodowa Niemiec
```
72 
Robert Bartko

73 
Guido Fulst

74 
Robert Kriegs

75 
Robert Muller

76 
Karl-Christ Konig

77 
Leif Lampater

78 
Robert Bengsch

79 
Henning Bommel

Dyrektor sportowy: 
Uwe Freese
```

### Action - Uniqa
```
80 
Dariusz Rudnicki

81 
Robert Radosz

82 
Bohdan Bondariew

83 
Krzysztof Miara

84 
Jarosław Zarębski

85 
Łukasz Bodnar

86 
Błażej Janiaczyk

87 
Marcin Osiński

Dyrektor sportowy: 
Piotr Kosmala
```

### Weltour
```
88 
Wojciech Ziółkowski

89 
Krzysztof Rzepecki

90 
Łukasz Podolski

91 
Tomasz Leśniak

92 
Marcin Bartolewski

93 
Konrad Dulas

94 
Marek Maciejewski

95 
Mateusz Łysy

Dyrektor sportowy: 
Dariusz Bigos
```

### KT Team Isaac Torgau
```
96 
Karsten Rieger

97 
Karsten Volkmann

98 
Tobias Dorrer

99 
Henri Werner

100 
Daniel Strauch

101 
Patrick Schubert

102 
Florian Fromm

Dyrektor sportowy: 
Michael Schiffner
```

### Pomorze Regionalna Polska
```
103 
Waldemar Dunst

105 
Wojciech Polak

106 
Piotr Chmielewski

107 
Andrzej Liwiński

Dyrektor sportowy: 
Piotr Wadecki
```

## Wyniki

### Prolog
| Poz. | Zawodnik           | Kraj   | Zespół               | Punkty |
| ---- | ------------------ | ------ | -------------------- | ------ |
| 1.   | Marcin Gębka       | Polska | Dynatek              | 13     |
| 2.   | Piotr Zaradny      | Polska | DHL-Author           | 9      |
| 3.   | Krzysztof Jeżowski | Polska | CCC Polsat Polkowice | 9      |
| 4.   | Artur Detko        | Polska | Dynatek              | 8      |
| 5.   | Tomasz Lisowicz    | Polska | CCC Polsat Polkowice | 7      |
| 6.   | Dariusz Rudnicki   | Polska | Action - Uniqa       | 7      |

### Etap 1
| Poz. | Zawodnik          | Kraj      | Zespół               | Czas    |
| ---- | ----------------- | --------- | -------------------- | ------- |
| 1.   | Martin Riška      | Słowacja  | Swiag-Teka           | 3:59.38 |
| 2.   | Leif Lampater     | Niemcy    | Rep. Niemiec         | 0.03    |
| 3.   | Aleksiej Kunszin  | Rosja     | Premier              | 0.09    |
| 4.   | Roman Broniš      | Słowacja  | DHL-Author           | 0.09    |
| 5.   | Tomasz Lisowicz   | Polska    | CCC Polsat Polkowice | 0.09    |
| 6.   | Marek Maciejewski | Polska    | Weltour              | 0.09    |
| 7.   | Wojciech Pawlak   | Polska    | Dynatek              | 0.09    |
| 8.   | Mateusz Mróz      | Polska    | CCC Polsat Polkowice | 0.09    |
| 9.   | Błażej Janiaczyk  | Polska    | Action - Uniqa       | 0.09    |
| 10.  | Tomi Martinkainen | Finlandia | Kalev Chocolate Team | 0.09    |

| Poz. | Zawodnik         | Kraj     | Zespół               | Czas    |
| ---- | ---------------- | -------- | -------------------- | ------- |
| 1.   | Martin Riška     | Słowacja | Swiag-Teka           | 3:59.28 |
| 2.   | Leif Lampater    | Niemcy   | Rep. Niemiec         | 0.07    |
| 3.   | Aleksiej Kunszin | Rosja    | Premier              | 0.15    |
| 4.   | Mateusz Mróz     | Polska   | CCC Polsat Polkowice | 0.18    |
| 5.   | Roman Broniš     | Słowacja | DHL-Author           | 0.19    |

### Etap 2
| Poz. | Zawodnik                | Kraj   | Zespół               | Czas    |
| ---- | ----------------------- | ------ | -------------------- | ------- |
| 1.   | Piotr Zaradny           | Polska | DHL-Author           | 5.13.58 |
| 2.   | Jarosław Zarębski       | Polska | Action - Uniqa       | 0.00    |
| 3.   | Krzysztof Jeżowski      | Polska | CCC Polsat Polkowice | 0.00    |
| 4.   | Petr Herman             | Czechy | Team Swiag - Teka    | 0.00    |
| 5.   | Marcin Gębka            | Polska | Dynatek              | 0.00    |
| 6.   | Daniel Strauch          | Niemcy | KT Team Isaac Torgau | 0.00    |
| 7.   | Aleksandr Sieriebriakow | Rosja  | Team Premier         | 0.00    |
| 8.   | Łukasz Podolski         | Polska | Weltour              | 0.00    |
| 9.   | Denis Galimzianow       | Polska | Team Premier         | 0.00    |
| 10.  | Leif Lampater           | Niemcy | Rep. Niemiec         | 0.00    |

| Poz. | Zawodnik         | Kraj     | Zespół               | Czas    |
| ---- | ---------------- | -------- | -------------------- | ------- |
| 1.   | Martin Riška     | Słowacja | Swiag-Teka           | 5:13.58 |
| 2.   | Leif Lampater    | Niemcy   | Rep. Niemiec         | 0.07    |
| 3.   | Aleksiej Kunszin | Rosja    | Premier              | 0.15    |
| 4.   | Tomasz Lisowicz  | Polska   | CCC Polsat Polkowice | 0.16    |
| 5.   | Mateusz Mróz     | Polska   | CCC Polsat Polkowice | 0.18    |

### Etap 3
| Poz. | Zawodnik                | Kraj   | Zespół               | Czas    |
| ---- | ----------------------- | ------ | -------------------- | ------- |
| 1.   | Krzysztof Jeżowski      | Polska | CCC Polsat Polkowice | 2.58.55 |
| 2.   | Jarosław Zarębski       | Polska | Action - Uniqa       | 0.00    |
| 3.   | Timofiej Kritski        | Rosja  | Team Premier         | 0.00    |
| 4.   | Henning Bommel          | Niemcy | Rep. Niemiec         | 0.00    |
| 5.   | Aleksiej Kunszin        | Rosja  | Premier              | 0.00    |
| 6.   | Wojciech Pawlak         | Polska | Weltour              | 0.00    |
| 7.   | Dariusz Rudnicki        | Polska | Action - Uniqa       | 0.00    |
| 8.   | Daniel Czajkowski       | Polska | DHL-Author           | 0.00    |
| 9.   | Tomasz Leśniak          | Polska | Weltour              | 0.00    |
| 10   | Aleksandr Sieriebriakow | Rosja  | Team Premier         | 0.00    |

| Poz. | Zawodnik         | Kraj     | Zespół               | Czas    |
| ---- | ---------------- | -------- | -------------------- | ------- |
| 1.   | Martin Riška     | Słowacja | Swiag-Teka           | 1:12.21 |
| 2.   | Leif Lampater    | Niemcy   | Rep. Niemiec         | 0.07    |
| 3.   | Tomasz Lisowicz  | Polska   | CCC Polsat Polkowice | 0.13    |
| 4.   | Mateusz Mróz     | Polska   | CCC Polsat Polkowice | 0.14    |
| 5.   | Aleksiej Kunszin | Rosja    | Premier              | 0.15    |

### Etap 4
| Poz. | Zawodnik          | Kraj   | Zespół                 | Czas    |
| ---- | ----------------- | ------ | ---------------------- | ------- |
| 1.   | Marek Wesoły      | Polska | CCC Polsat Polkowice   | 3.36.11 |
| 2.   | Piotr Zaradny     | Polska | DHL-Author             | 0.00    |
| 3.   | Jarosław Zarębski | Polska | Action - Uniqa         | 0.00    |
| 4.   | Marcin Gębka      | Polska | Dynatek                | 0.00    |
| 5.   | Łukasz Podolski   | Polska | Weltour                | 0.00    |
| 6.   | Henning Bommel    | Niemcy | Rep. Niemiec           | 0.00    |
| 7.   | Hendrik Wolter    | Niemcy | Notebooksbilliger.de   | 0.00    |
| 8.   | Petr Hermann      | Czechy | Swiag Pro Cycling Team | 0.00    |
| 9.   | Błażej Janiaczyk  | Polska | Action - Uniqa         | 0.00    |
| 10.  | Marek Maciejewski | Polska | Weltour                | 0.00    |

| Poz. | Zawodnik         | Kraj     | Zespół               | Czas     |
| ---- | ---------------- | -------- | -------------------- | -------- |
| 1.   | Martin Riška     | Słowacja | Swiag-Teka           | 15:48.32 |
| 2.   | Leif Lampater    | Niemcy   | Rep. Niemiec         | 0.07     |
| 3.   | Tomasz Lisowicz  | Polska   | CCC Polsat Polkowice | 0.13     |
| 4.   | Mateusz Mróz     | Polska   | CCC Polsat Polkowice | 0.14     |
| 5.   | Aleksiej Kunszin | Rosja    | Premier              | 0.15     |

### Etap 5
| Poz. | Zawodnik              | Kraj     | Zespół               | Czas    |
| ---- | --------------------- | -------- | -------------------- | ------- |
| 1.   | Piotr Zaradny         | Polska   | DHL-Author           | 1.13.03 |
| 2.   | Henning Bommel        | Niemcy   | Rep. Niemiec         | 0.00    |
| 3.   | Krzysztof Jeżowski    | Polska   | CCC Polsat Polkowice | 0.00    |
| 4.   | Alexander Serebryakov | Rosja    | Team Premier         | 0.00    |
| 5.   | Dariusz Rudnicki      | Polska   | Action - Uniqa       | 0.00    |
| 6.   | Łukasz Podolski       | Polska   | Weltour              | 0.00    |
| 7.   | Daniel Czajkowski     | Polska   | DHL-Author           | 0.00    |
| 8.   | Jarosław Zarębski     | Polska   | Action - Uniqa       | 0.00    |
| 9.   | Daniel Strauch        | Niemcy   | KT Team Isaac Torgau | 0.00    |
| 10.  | Martin Riška          | Słowacja | Swiag-Teka           | 0.00    |

| Poz. | Zawodnik         | Kraj     | Zespół               | Czas     |
| ---- | ---------------- | -------- | -------------------- | -------- |
| 1.   | Martin Riška     | Słowacja | Swiag-Teka           | 15:48.32 |
| 2.   | Leif Lampater    | Niemcy   | Rep. Niemiec         | 0.07     |
| 3.   | Tomasz Lisowicz  | Polska   | CCC Polsat Polkowice | 0.13     |
| 4.   | Mateusz Mróz     | Polska   | CCC Polsat Polkowice | 0.14     |
| 5.   | Aleksiej Kunszin | Rosja    | Premier              | 0.15     |

### Etap 6 (ITT)
| Poz. | Zawodnik             | Kraj     | Zespół               | Czas  |
| ---- | -------------------- | -------- | -------------------- | ----- |
| 1.   | Radosław Romanik     | Polska   | DHL-Author           | 25.10 |
| 2.   | Roman Broniš         | Słowacja | DHL-Author           | 0.13  |
| 3.   | Roman Klimow         | Rosja    | Team Premier         | 0.23  |
| 4.   | Robert Radosz        | Polska   | Action - Uniqa       | 0.31  |
| 5.   | Aleksiej Kunszin     | Rosja    | Team Premier         | 0.42  |
| 6.   | Krzysztof Ciesielski | Polska   | DHL-Author           | 1.03  |
| 7.   | Łukasz Bodnar        | Polska   | Action - Uniqa       | 1.05  |
| 8.   | Mateusz Mróz         | Polska   | CCC Polsat Polkowice | 1.11  |
| 9.   | Tomasz Kiendyś       | Polska   | CCC Polsat Polkowice | 1.32  |
| 10.  | Kazimierz Stafiej    | Polska   | DHL-Author           | 1.44  |

| Poz. | Zawodnik         | Kraj     | Zespół               | Czas     |
| ---- | ---------------- | -------- | -------------------- | -------- |
| 1.   | Roman Broniš     | Słowacja | DHL-Author           | 17.27.14 |
| 2.   | Aleksiej Kunszin | Rosja    | Team Premier         | 0.25     |
| 3.   | Mateusz Mróz     | Polska   | CCC Polsat Polkowice | 0.53     |
| 4.   | Robert Radosz    | Polska   | Action - Uniqa       | 1.51     |
| 5.   | Martin Riška     | Słowacja | Swiag-Teka           | 1.53     |

### Etap 7
| Poz. | Zawodnik | Kraj | Zespół | Czas |
| ---- | -------- | ---- | ------ | ---- |

### Etap 8
| Poz. | Zawodnik | Kraj | Zespół | Czas |
| ---- | -------- | ---- | ------ | ---- |

### Klasyfikacje końcowe
| Poz. | Zawodnik         | Kraj     | Zespół               | Czas     |
| ---- | ---------------- | -------- | -------------------- | -------- |
| 1.   | Roman Broniš     | Słowacja | DHL-Author           | 23.36.22 |
| 2.   | Aleksiej Kunszin | Rosja    | Team Premier         | 0.15     |
| 3.   | Mateusz Mróz     | Polska   | CCC Polsat Polkowice | 0.42     |
| 4.   | Martin Riška     | Słowacja | Team Swiag - Teka    | 1.33     |
| 5.   | Błażej Janiaczyk | Polska   | Action - Uniqa       | 1.43     |
| 6.   | Robert Radosz    | Polska   | Action - Uniqa       | 1.47     |
| 7.   | Wojciech Pawlak  | Polska   | Dynatek              | 2.06     |
| 8.   | Łukasz Bodnar    | Polska   | Action - Uniqa       | 2.13     |
| 9.   | Tomasz Kiendyś   | Polska   | CCC Polsat Polkowice | 2.40     |
| 10.  | Danił Komkow     | Rosja    | Team Premier         | 2.42     |

| Poz. | Zawodnik           | Kraj   | Zespół               | Punkty |
| ---- | ------------------ | ------ | -------------------- | ------ |
| 1.   | Krzysztof Jeżowski | Polska | CCC Polsat Polkowice | 29     |

| Poz. | Zawodnik     | Kraj  | Zespół       | Punkty |
| ---- | ------------ | ----- | ------------ | ------ |
| 1.   | Roman Klimow | Rosja | Team Premier | 38     |

| Poz. | Zespół                | Kraj    | Czas     |
| ---- | --------------------- | ------- | -------- |
| 1.   | DHL-Author            | Polska  | 70.52.35 |
| 2.   | Team Premier          | Rosja   | 1.15     |
| 3.   | CCC Polsat Polkowice  | Polska  | 2.06     |
| 4.   | Action - Uniqa        | Polska  | 2.09     |
| 5.   | Team Swiag - Teka     | Austria | 21.13    |
| 6.   | Reprezentacja Niemiec | Niemcy  | 34.20    |
| 7.   | Dynatek               | Polska  | 34.20    |
| 8.   | KT Team Isaac Torgau  | Niemcy  | 1.04.19  |
| 9.   | NCH Team Cube         | Czechy  | 1.17.21  |
| 10.  | NOTEBOOKSBILLIGER.DE  | Niemcy  | 1.19.23  |
| 11.  | MapaMap Bantprofi     | Polska  | 1.45.56  |